# Heliconia schiedeana
La papatla (Heliconia schiedeana) es una planta herbácea perenne rizomatosa de la familia de las heliconiáceas. Es originaria de las regiones tropicales y subtropicales del sur de México, donde tiene diversos usos culinarios.

## Características
Puede alcanzar una altura entre los 1,2 y 2,4; su delgado falso tronco formado por numerosas vainas foliares superpuestas puede llegar a medir hasta 4 cm de diámetro. En verano produce inflorescencias verticalmente erectas de hasta 40 cm de largo, con varias brácteas primarias naviculares de color rojo brillante y flores amarillas. Las flores son hermafroditas zigomórficas con seis estambres. Sus grandes hojas dísticas tienen forma oblongo-lanceolada a oblonga y pueden llegar a medir hasta 1,5 m de largo y 50 cm de ancho. Se usan para envolver y cocinar alimentos. Sus frutos son drupas carnosas de 1 a 2 cm de diámetro, de color amarillo al madurar.
Se trata de una de las especies de Heliconia más resistentes al frío; Si sufre una helada, la parte expuesta de la planta muere, pero el rizoma se mantiene vivo.

## Nombres comunes
En huasteco se la conoce como thúlub o ts'umts'um. Sin embargo, su nombre común más común es papatla que proviene del náhuatl papatlahuac, «cosa ancha». De este nombre derivan pajpatla, papatlilla o papatliya (como se conoce en el sureste de San Luis Potosí), o papacla (en el norte de Veracruz), o poupacla (en Morelos). Otro nombre común es el de platanillo, pues sus hojas son grandes como las del bananero. También se le llama hoja de cuervo (en la Sierra Norte de Puebla), chamaque cimarrón o costilla de ratón.

## Uso culinario
La papatla crece en zonas tropicales de los estados de Chiapas, Oaxaca, Puebla, San Luis Potosí (la Huasteca potosina) y Veracruz. En estos lugares se usa la hoja para envolver tamales y pescados, de la misma forma que la hoja de maíz o la hoja de banana.